# Yuri Confortola
Yuri Confortola (Tirano, 24 april 1986) is een Italiaans shorttracker.

## Biografie
Confortola kwam voor Italië uit op de Olympische Winterspelen in 2006, 2010, 2014, 2018 en 2022. Een individuele Olympische medaille behaalde hij echter nog nooit. Tijdens de Olympische Winterspelen van 2022 in Peking won hij samen met zijn aflossingsploeg wel de zilveren medaille op het nieuwe onderdeel de 2000 meter gemengde aflossing en brons op de 5000 meter aflossing voor de mannen. Op de wereldkampioenschappen voor teams won Confortola met de Italiaanse ploeg brons in 2007. Op de Europese kampioenschappen won Confortola 3 gouden medailles, allemaal met de aflossingsploeg. Bovendien won Confortola in 2019 eenmaal de afsluitende, inofficiële afstand van 3000 meter. In 2007 werd Confortola derde in het eindklassement, zijn beste klassering, door zilver te behalen op de 1000 meter en de 3000 meter superfinale.